# عبد الحميد بن بسيل
عبد الحميد بن بسيل أحد قادة ووزراء الخليفة عبد الرحمن الناصر لدين الله. بعثه الناصر في حملة لإخضاع التمرد في الثغر الأعلى عام 311 هـ، فنجح في ذلك، ثم توغل في أراضي مملكة نافارا وهزم ملكهم سانشو الأول في عدة مواقع. أيضًا سيره الناصر عام 314 هـ إلى ببشتر لقتال سليمان بن عمر بن حفصون، فاستطاع هزيمته في معركة قتل فيها سليمان، وأرسلت رأسه إلى قرطبة. كما سيّره في نفس العام لقتال بني ذي النون في شنت برية في الثغر الأعلى، فهزمهم وقُتل قائدهم محمد بن محمد بن ذي النون.
بعثه الناصر أيضًا عام 324 هـ، إلى الثغر الأعلى لحصار التجيبين بقيادة محمد بن هاشم التجيبي المتمردين في سرقسطة. وفي عام 326 هـ، وجهه الناصر في حملة إلى أراضي مملكة ليون، حقق فيها مغانم كثيرة.